# Soukhoï Su-17
Le Soukhoï Su-17 (code OTAN Fitter) est un avion d'attaque au sol soviétique dérivé du Soukhoï Su-7 et doté d'une aile à géométrie variable. Il a été construit à 2 867 exemplaires entre 1969 et 1990, dont 1 165 exportés dans quinze pays différents sous les désignations de Su-20 et Su-22. Il a été retiré du service actif en Russie en 1998, mais figure encore actuellement dans l'inventaire de plusieurs autres forces aériennes.

## Historique

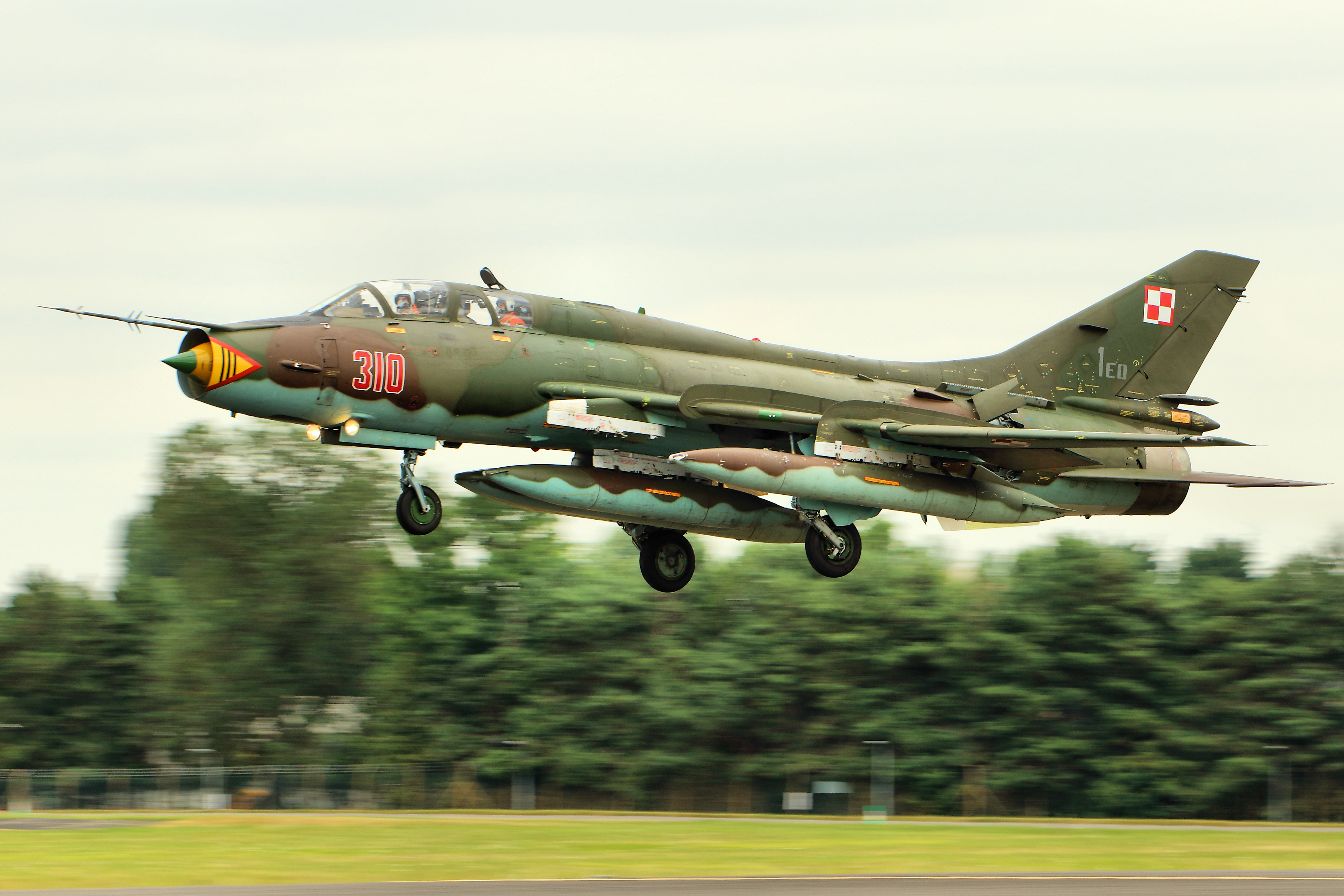
Su-22UM3K de l'armée de l'air polonaise au salon RIAT 2015

Bien que donnant satisfaction, la version chasseur-bombardier du Soukhoï Su-7 présentait deux inconvénients majeurs : une autonomie limitée et des longueurs de décollage et d'atterrissage trop importantes. Pour remédier au second problème, deux voies d'étude existaient : d'une part, le décollage court ou vertical grâce à des réacteurs de sustentation, et d'autre part, l'utilisation d'une aile à géométrie variable. La première solution fut essayée par l'OKB Soukhoï sur le T-58VD, un dérivé du Soukhoï Su-15. La seconde fut essayée sur la base du Su-7 avec le projet nommé S-22I commencé en 1963. En 1965, le Su-7 de production no 48-06 fut modifié et effectua son premier vol sous cette nouvelle forme le 2 août 1966, devenant le premier avion soviétique à géométrie variable à voler.
Pour minimiser les changements, le bureau Soukhoï avait décidé de ne rendre mobiles que les panneaux extérieurs, ce qui permettait de garder la configuration du train d'atterrissage s'encastrant dans l'aile et évitait la conception de pylônes d'armement pivotants. L'avion fut longuement testé lors de l'année 1967 et présenté en public lors d'un défilé aérien en juillet. La modification fut jugée heureuse, car les vitesses d'atterrissage et de décollage étaient réduites de 50 à 60 km/h, ce qui permettait d'utiliser des pistes beaucoup plus courtes.
De plus, la vitesse de décrochage était aussi réduite, ce qui permettait de voler avec moins de visibilité sans augmenter les risques. Le meilleur comportement en régime subsonique provoquait également une nette diminution de la consommation et donc un accroissement du rayon d'action.
Les autorités autorisèrent donc le développement d'une version à flèche variable du Su-7, travail qui fut accompli en 1967 et 1968 sous la désignation de S-32. Le premier prototype, S-32-1, vola le 1er juillet 1969. Par rapport au Su-7B, il bénéficiait d'une avionique quelque peu revue avec en particulier la possibilité de tirer le tout nouveau missile air-sol Kh-23. Il passa tous les tests avec succès et fut alors mis en production à l'usine de Komsomolsk-sur-l'Amour, les premiers avions étant livrés au 523e régiment de chasseurs-bombardiers de la VVS en octobre 1970. Une variante d'exportation, le Su-17K, sera livrée à l'Égypte en 1973, juste à temps pour participer à la guerre du Kippour.
Dès 1969, les travaux sont engagés pour améliorer encore l'avion sous la désignation d'usine S-32M, qui devait donner naissance au Su-21, qui deviendra par la suite le Su-17M. La modification principale était le remplacement du moteur AL-7F-1 par un AL-21F du même constructeur Lyuka, guère plus puissant mais bien moins gourmand en carburant. Le système d'armes devait être aussi changé, mais n'étant pas prêt à temps, il sera finalement reporté sur la version suivante Su-17M2. Une variante d'exportation est aussi développée sous la désignation d'usine S-32MK et la sous dénomination commerciale Su-20.
En 1974, la nouvelle version Su-17M2 lui succède sur les chaînes de montage. Cette version embarque les senseurs ADO-17 et PBK-3-17 associés à un télémètre laser Fon et à un système de détermination d'angle et d'altitude IKV. Elle peut utiliser une grande variété de missiles air-sol (les Kh-25, Kh-28 et Kh-29L), mais aussi des missiles air-air R-60 pour assurer son autodéfense. Une demande du ministère de l'aviation d'essayer le montage d'un moteur Toumanski R-29 pour uniformiser la production avec celle du MiG-23 donna naissance à une variante Su-17M2D. Mais le moteur était plus large et plus gourmand et ne faisait que réduire l'autonomie de l'avion. Cependant comme il était déjà exporté, on décida de l'utiliser dans la version Su-22 destinée aux marchés extérieurs.
Jusqu'à présent, le besoin d'un biplace d'entraînement avancé ne s'était pas trop fait sentir, le Su-7U remplissant le besoin. Mais les deux avions étant maintenant bien différents, en décembre 1973 les VVS et le ministère de l'aviation publièrent une note demandant la création de ce type d'avion. Le projet était à l'étude depuis 1971, sous la désignation usine de S-52U, censé devenir à terme le Su-19U. Le travail pour ajouter un poste d'équipage supplémentaire fut mis à profit pour améliorer l'un des gros défauts du Su-17 : la faible visibilité à partir de l'habitacle, en particulier vers le sol et l'avant. La partie avant du fuselage fut entièrement revue, l'équipement étant déplacé et l'arête dorsale augmentant de volume, de nouveaux sièges éjectables de type K-36 furent utilisés. Les essais révélèrent une perte de stabilité longitudinale qui sera résolue par un léger agrandissement de la dérive vers le haut. L'avion prend finalement la désignation de Su-17UM et sa version d'exportation, motorisée par un R-29, celle de Su-22U.
C'est de ce biplace que va être issue la version de combat suivante, le Su-17M3 (désignation d'usine S-52). L'emplacement du second poste est utilisé pour loger du carburant et une baie d'avionique. Comme son prédécesseur, il est accompagné d'une version d'exportation motorisée par un R-29, le Su-22M et qui embarque seulement l'avionique du Su-17M2. Par la suite apparaîtront le Su-22M3 et le biplace Su-17UM3, enfin dotés de l'équipement du Su-17M3.
La dernière version de l'avion sera dotée d'un équipement encore plus élaboré, comprenant le laser Klyon-54, l'ordinateur de bord Orbita et la possibilité d'utiliser le Kh-29TV. En outre, le cône d'entrée d'air auparavant variable devient fixe, l'avion devant surtout opérer à basse altitude. Deux types d'avions équipés de la sorte seront construits entre 1983 et 1990, le Su-17M4 (S-54) et le Su-22M4 (S-54K).

## Engagements
Les Su-17 ont connu une intense période d'activité entre 1979 et 1989, lorsqu'ils furent engagés en Afghanistan pour appuyer la 40e armée, dans ses opérations contre la guérilla des moudjahidines. Entre 100 et 150 Su-17, Su-17M3 et Su-17M4 furent utilisés tout le long du conflit, rejoints en 1985 par quelques Soukhoï Su-25.
Le comportement de l'avion semble avoir été bon, posant peu de problèmes de maintenance et étant assez peu vulnérable aux tirs venant du sol. Plusieurs ont néanmoins été abattus, mais les équipages semblent avoir apprécié sa robustesse. Par contre sa précision lors des attaques au sol semble avoir été assez moyenne. Ils reçurent en cours d'opérations divers perfectionnements, comme des réservoirs blindés et des éjecteurs de leurres thermiques ASO-2B. Ils utilisèrent aussi des bombes thermobariques.
Le Pérou utilisa ses avions lors de la guerre du Paquisha en 1981 et la guerre du Cenepa en 1995. Deux sont abattus par des Mirage F-1 équatoriens le 10 février lors de ce dernier conflit.
Les versions exportées ont subi quelques autres pertes. Par exemple, deux Su-22 libyens ont été abattus par des Grumman F-14 Tomcat de l'US Navy, lors d'un incident au-dessus du golfe de Syrte le 19 août 1981 et le 19 juin 2017, un Super-Hornet F/A-18E de l'US Navy abat un Su-22 de l'armée de l'air syrienne, enregistrant la première victoire américaine en combat aérien contre un engin piloté depuis 1999. Un Su-22 syrien a été abattu par les insurgés le 14 aout 2019 au-dessus de la province d'Idlib[réf. nécessaire].

## Pays utilisateurs
- Angola (13)[4]
  - Force aérienne nationale angolaise - En 1982, les soviétiques fournirent 12 Su-20M au gouvernement communiste de l'Angola afin de constituer le 15e escadron de chasse. L'escadron subit une perte rapide d'au moins six avions (la plupart dans des accidents) en 1985, et trois autres, en 1988. En 1989, il sera finalement renforcé avec un autre lot de 14 Su-22M-4K soviétiques et de deux Su-22UM-3K (incorporés dans le 26e régiment, basé à Namibe)[5]. En 1999, un deuxième lot en provenance de Biélorussie, composé de deux Su-22UB et 4 Su-22M, et un troisième de la Slovaquie en 1999-2001 composé de 10 Su-22M-4 et un Su-22UM-3K, sont envoyés en Angola[6]. Utilisés intensivement contre les forces de l'UNITA, il semblerait que la force aérienne nationale angolaise n'en aligne plus que 13 exemplaires aujourd'hui[7].
- Pologne (18)[4]
  - Force aérienne de la République polonaise - Sur un total de 137 aéronefs livrés, dont 19 Su-20, 8 Su-20R, 90 Su-22M4 et 20 Su-22UM3, l'inventaire de la force aérienne polonaise compte aujourd'hui 26 Su-22M4 et 6 Su-22UM3. En effet, le Su-22 rencontre un franc succès en Pologne en raison de son entretien facile et peu onéreux. De plus, étant le seul appareil polonais équipé pour le renseignement électronique et le soutien aérien rapproché, il semblerait bien que seule la moitié des Su-22 seront retirés du service au cours de la prochaine décennie.

- Syrie (39)[4]

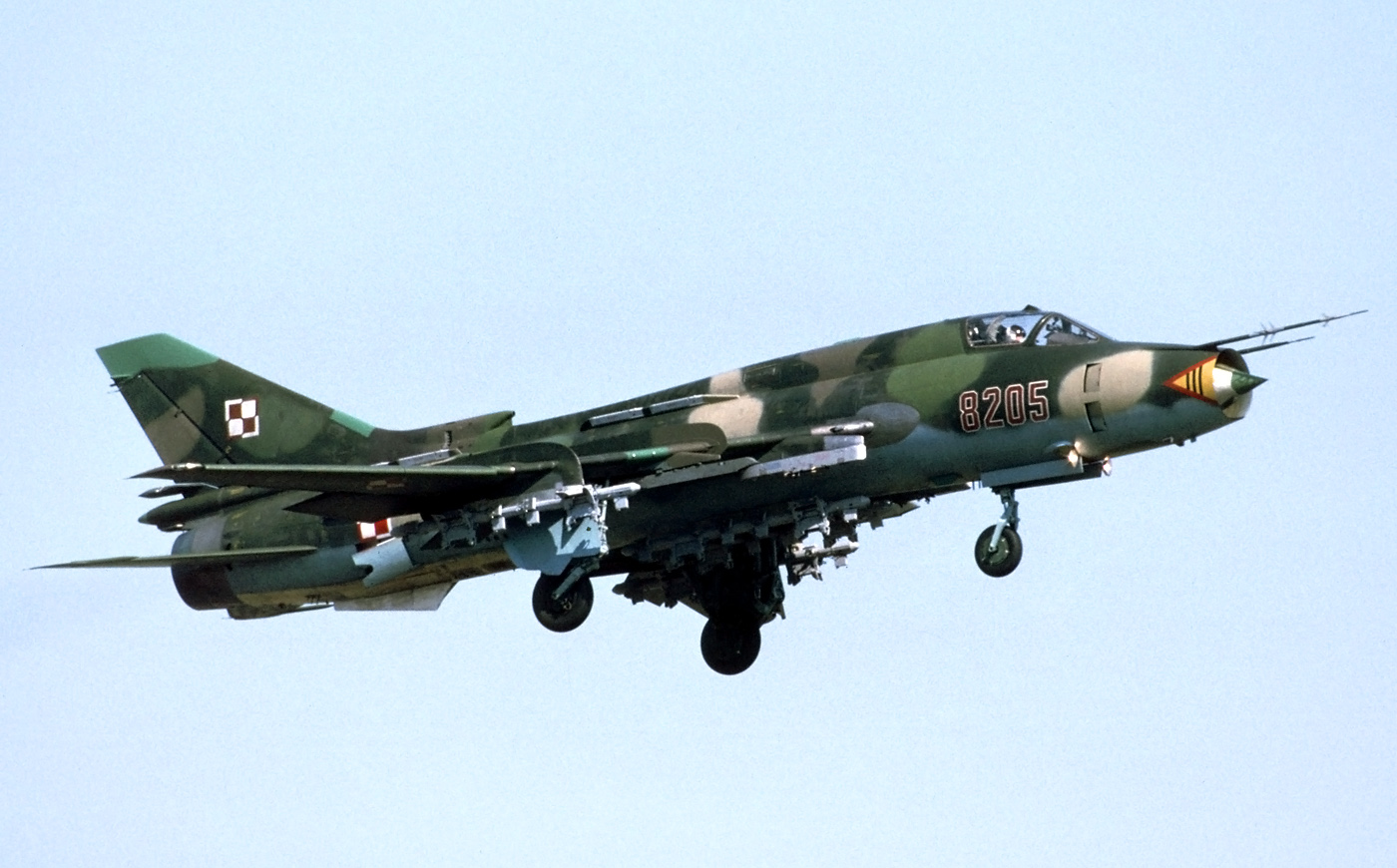
Un Su-22M4 Fitter polonais atterrit à Świdwin en 1995.

  - Armée de l'air syrienne - La Syrie reçut près de 90 appareils Su-20 et Su-22. Elle utilisa ses Su-20/-22 pour attaquer les forces israéliennes durant la guerre du Kippour et la guerre du Liban en 1982. Plusieurs Su-20/-22 ont ainsi été abattus par l'aviation israélienne[8],[9]. Aujourd'hui, et depuis 2012, les Su-22 de la force aérienne syrienne sont engagés dans des opérations de combat contre les insurgés syriens[10].
- Viêt Nam (38)[4]
  - Force aérienne populaire vietnamienne - Trente six S-22 Fitter dédiés à l'attaque au sol et le soutien aux troupes au sol dont deux appareils détruits dans une collision le 16 avril 2015 lors d'une mission de formation vers la province de Binh Thuan[11]. Les deux pilotes auraient réussi à s'éjecter mais n'ont pas été pour le moment retrouvés.
- Yémen (29)[4]
  - Force aérienne yéménite - Alors que 50 exemplaires ont été réceptionnés par le Yémen, la guerre du Saada, opposant l'armée à l'insurrection houthiste, a provoqué la perte de plusieurs appareils. L'armée de l'air alignerait ainsi plus que 29 Su-22.

### Anciens utilisateurs
- Algérie
  - Armée de l'air algérienne - Initialement acheteur des Soukhoï Su-17, l'Algérie a par le passé développé ce modèle, pour devenir des Su-22, étant donné que ce dernier n'est que la version améliorée de ce premier. Remplacé par le Soukhoï Su-24.
- Union soviétique - Jusqu'à sa dissolution, l'URSS a utilisé différentes variantes du Su-17 au sein de deux de ses forces aériennes :
  - Aviation navale soviétique - En 1987, la marine soviétique possédait près de 75 Su-17 Fitter. La grande majorité de son inventaire sera reversée à l'aviation navale russe en 1991.
  - Force aérienne soviétique - Entré en service à partir de 1970, les Su-17 soviétiques effectuent leur baptêmes du feu à partir de 1979, durant la guerre d'Afghanistan. Les conditions climatiques difficiles durant l'été provoquèrent quelques incidents ainsi que des pannes. À la suite de la dissolution de l'URSS, l'inventaire soviétique sera partagé à travers les différentes forces aériennes des États nouvellement indépendants.

- Russie

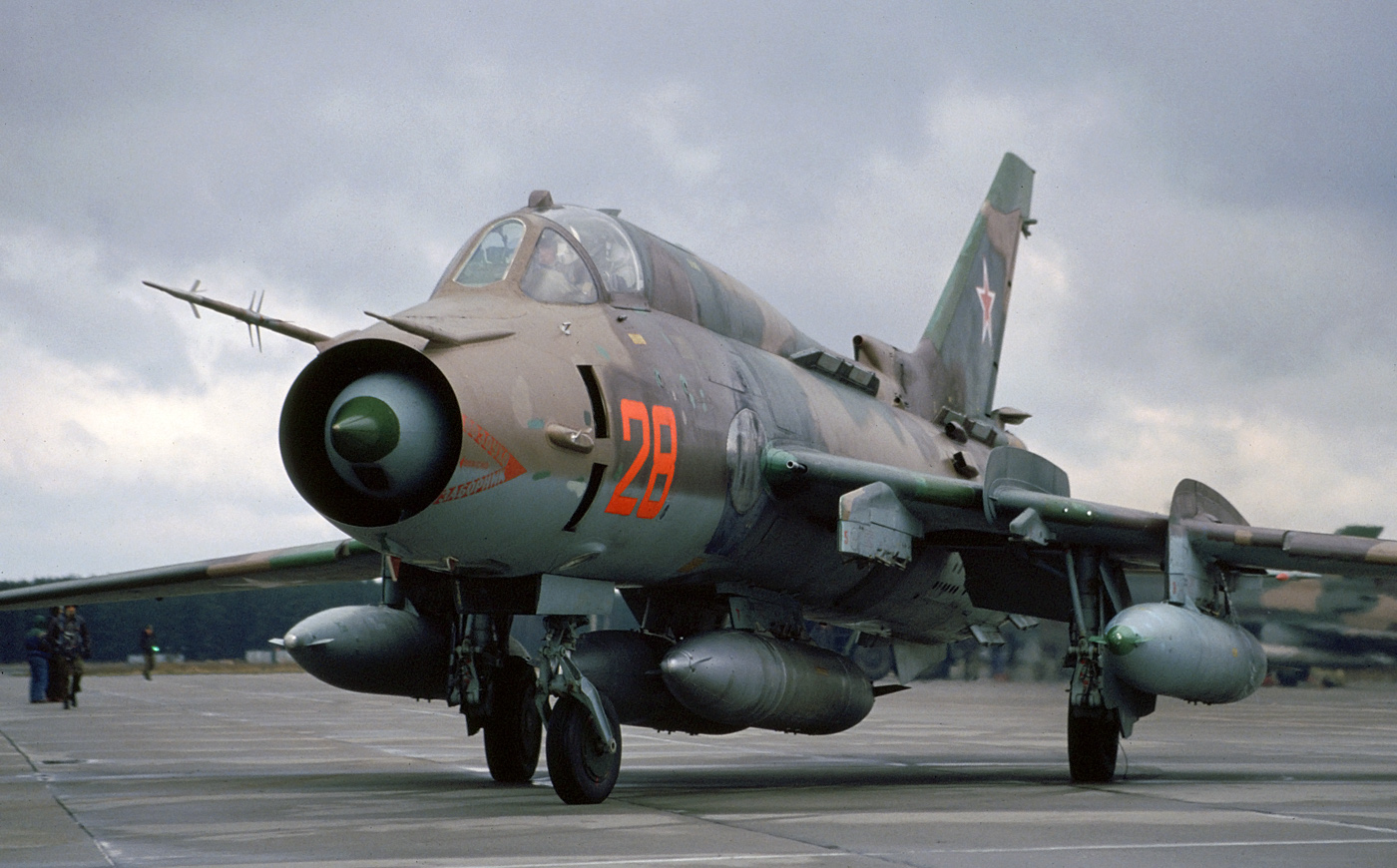
Su-17 russe sur l'aéroport de Groß Dölln en Allemagne.

  - L'aviation navale russe hérita de l'ensemble des Su-17 de l'inventaire soviétique.
  - Force aérienne russe - Les Su-17 russes participent très vite à la première guerre de Tchétchénie au cours de missions de bombardement et de reconnaissance. Dans un objectif d'éliminer tous les mono-réacteurs de son inventaire, la force aérienne russe retira ses derniers Su-17M4 en 1998.
- République démocratique d'Afghanistan
  - Force aérienne républicaine afghane - Dans sa lutte contre la guérilla des moudjahidines, l'Afghanistan reçut plus de 70 appareils à partir de 1982 dont 45 Su-22M4 livrés en 1984.
- Allemagne
  - Luftwaffe - L'Allemagne toute nouvellement réunifiée héritera d'un certain nombre de Su-22M4. Aucun ne rentrera en service au sein de la force aérienne fédérale, bien que certains furent peints aux couleurs de la Luftwaffe pour tests et évaluations. Tous ont depuis été retirés des inventaires de l'armée de l'air allemande.
- Allemagne de l'Est
  - La force aérienne de l'armée populaire nationale exploita 48 Su-22M4 et 8 Su-22UM-3K jusqu'à la réunification des deux Allemagnes.
  - Escadron aérien de la marine populaire
- Azerbaïdjan
  - Force aérienne azerbaïdjanaise

- Biélorussie

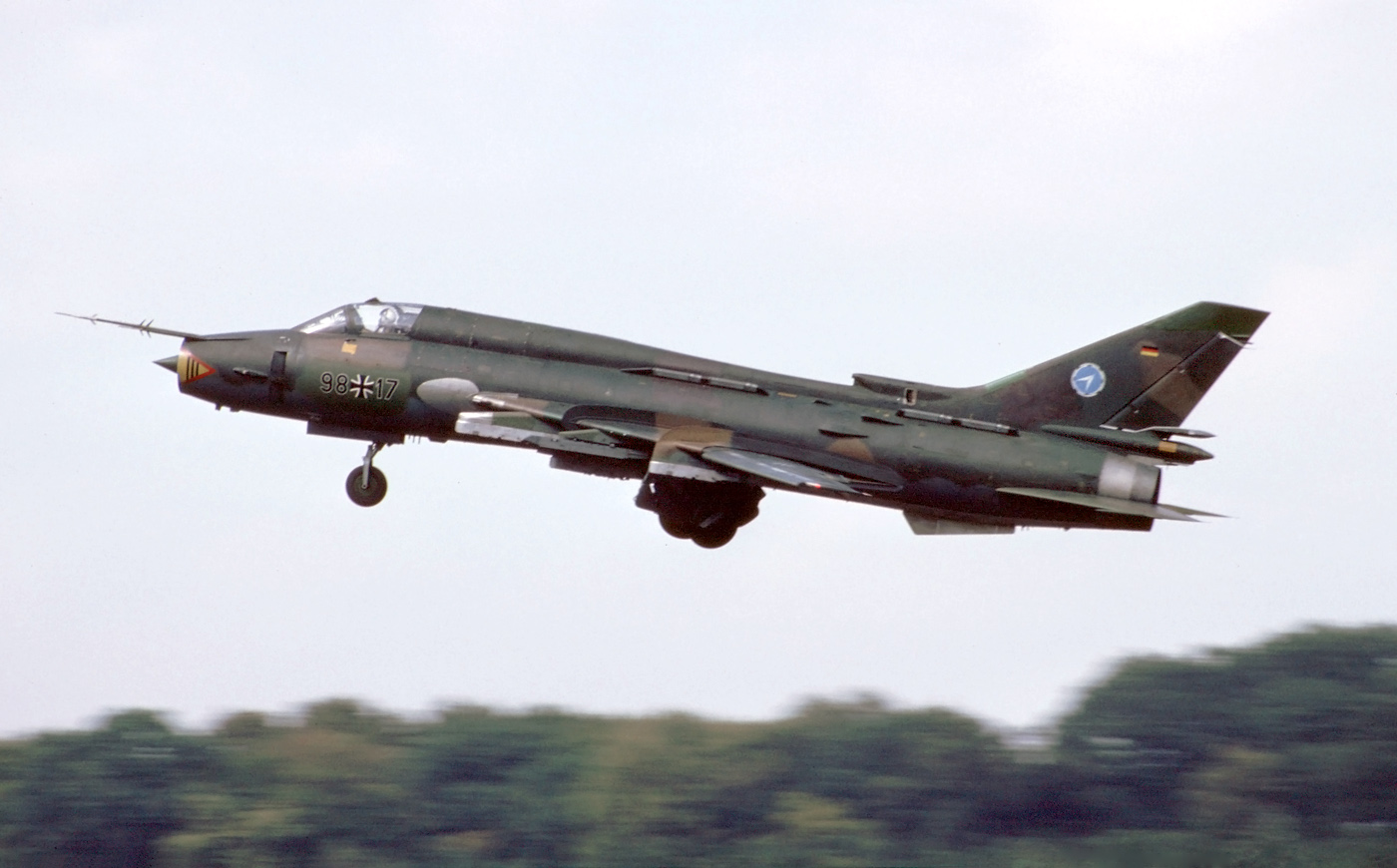
Un des Su-22M4 est-allemands qui a été testé par la WTD61 (Centre technique de l'armée 61) de la Luftwaffe à Manching pendant un certain temps. Le Fitter est ici présenté lors du meeting aérien de Nörvenich en septembre 1993.

  - Force aérienne et de défense aérienne de la République de Biélorussie - La Biélorussie hérita de Su-17 de l'armée de l'air soviétique mais aucun n'entra en service. 6 Fitter seront ainsi vendus à l'Angola en 1999.
- Bulgarie
  - Force aérienne bulgare - La Bulgarie perçut 18 Su-22M-4 et 3 Su-22UM-3[7].
- Égypte
  - Armée de l'air égyptienne - Les Su-17K égyptiens, fraîchement arrivés en 1973, participeront à la guerre du Kippour contre l'aviation israélienne. Ayant reçu un total de 48 appareils, ils seront finalement remplacés par les F-4 Phantom II et les F-16 Fighting Falcon
- Hongrie
  - La force aérienne de Hongrie utilisa 12 Su-22M3 et trois Su-22UM3 à partir de 1983. Deux monoplaces et un avion d'entraînement biplace se seraient écrasés. Ils sont finalement retirés du service en 1997.
- Irak
  - Force aérienne irakienne - Durant la guerre Iran-Irak, l'aviation irakienne utilisa ses Su-17 aux côtés de vieux Su-7. Ils étaient le plus souvent utilisés dans des missions d'attaque au sol et de soutien aérien rapproché. 42 appareils furent ainsi abattus au cours du conflit, dont 21 par des F-14, 18 par des F-4 et 3 par des F-5. En 1991, 4 autres furent détruits en l'air par des F-15C américains durant la guerre du Golfe et l'opération Provide Comfort. Beaucoup de Fitter ont également été détruits au sol par les forces aériennes de la coalition ou évacués vers l'Iran. Les derniers Su-22 survivants furent détruits lors de l'invasion de l'Irak en 2003 par les États-Unis.
- Iran
  - Force aérienne de la République islamique d'Iran - En 1991, à la suite de l'opération Tempête du désert, de nombreux appareils sont évacués vers l'Iran, dont 44 Su-20/22 irakiens. En raison des titres de "réparation" pour la guerre Iran-Irak revendiqué par l'Iran, les Fitter irakiens ne rentreront jamais dans leur pays d'origine et seront intégrés à l'inventaire de la force aérienne iranienne sans pour autant entrer en service. En date du 25 juillet 2018, dix exemplaires de Su-22 ont été remis aux forces aériennes des gardiens de la révolution iranienne après avoir subi une remise à jour de leur système (capacité de transport de bombes intelligentes, des bombes à sous-munitions, capacité de transmission d'information depuis des drones déployés...). À noter qu'il est prévu que ces avions puissent prochainement bénéficier de la capacité à emporter des missiles de croisière d'une portée de 1 500 km. À noter également qu'en 2014, l'Iran avait remis aux forces irakiennes des exemplaires de Su-22 qui ont servi à des attaques contre les forces de l'État islamique.
- Kazakhstan
  - Force de défense aérienne du Kazakhstan - Le Kazakhstan hérita de plusieurs Su-17 soviétiques mais ils n'entrèrent jamais en service.

- Libye

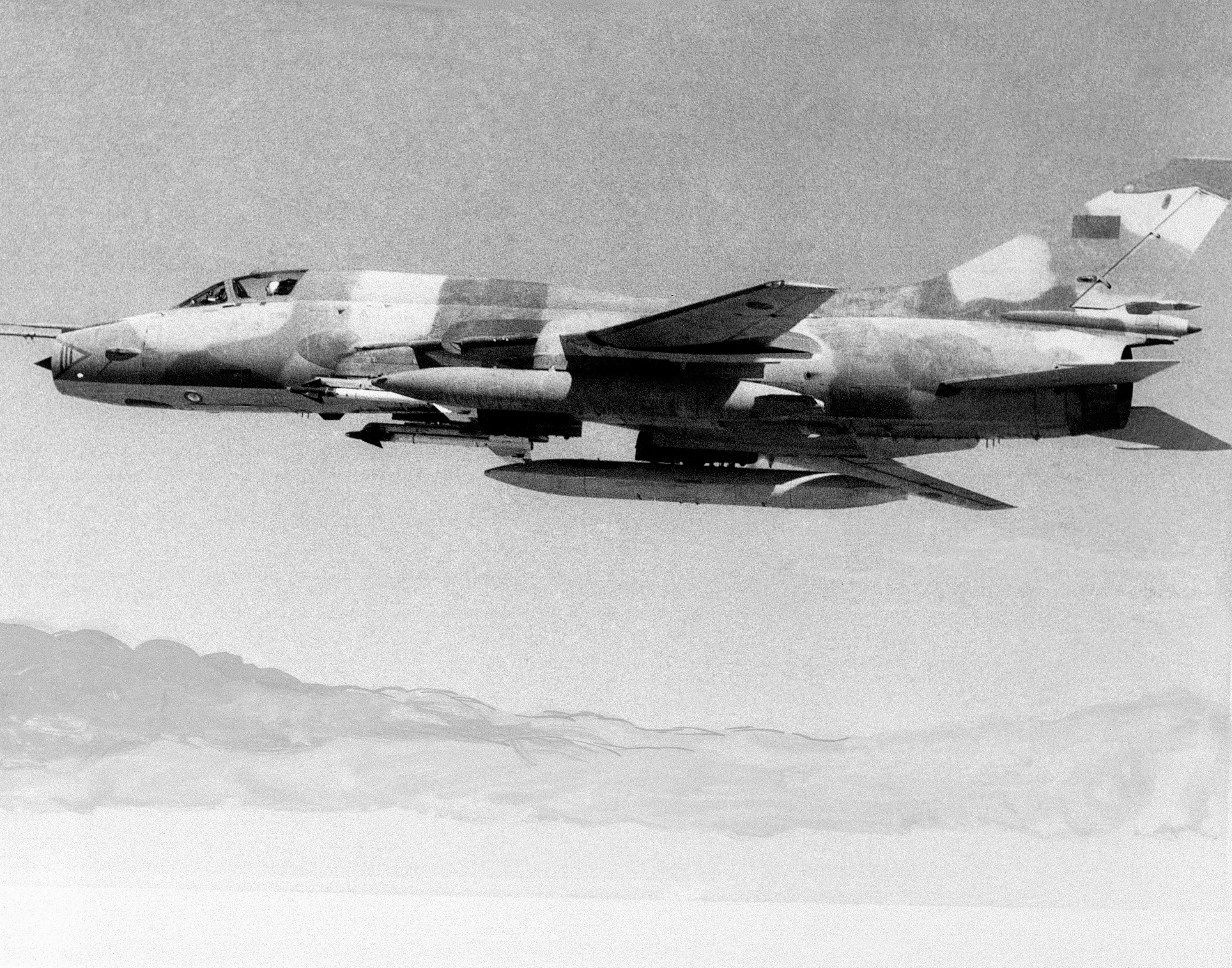
Su-22M3 Fitter de l'armée de l'air de la Jamahiriya arabe libyenne.

  - Armée de l'air de la Jamahiriya arabe libyenne - Au total 90 Su-22M3 et Su-22UM-3K reçus.
- Ouzbékistan

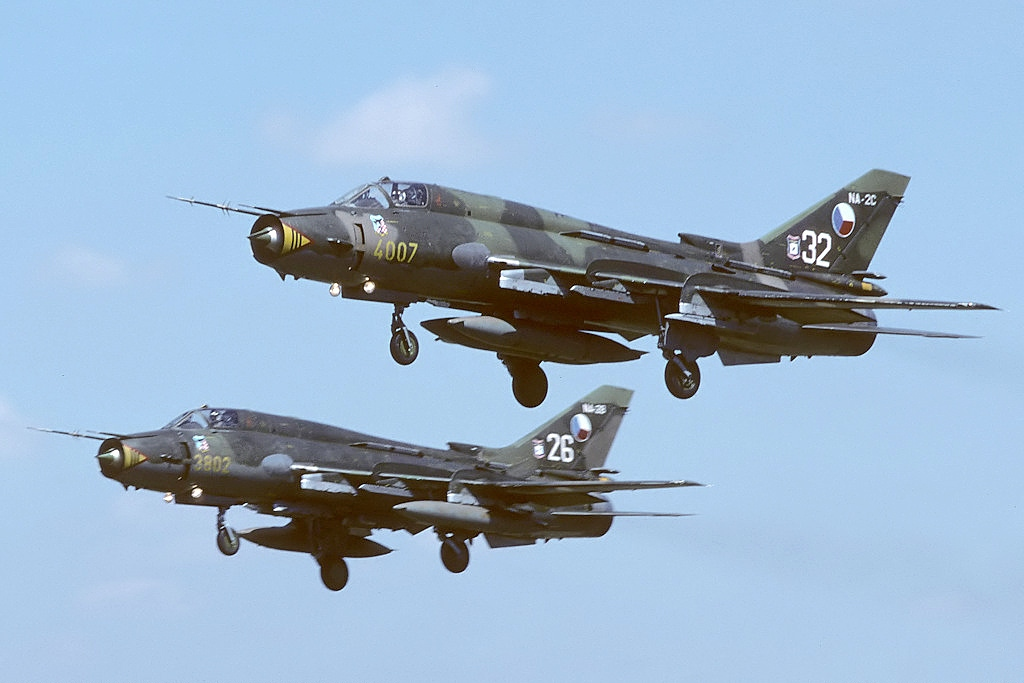
Su-22M4 tchèques à l'atterrissage à Fairford, en juillet 1995.

  - Force aérienne et défense aérienne ouzbèke - 30 Su-17M4 et 8 Su-17UM3K soviétiques ont été hérités et intégrés à la force aérienne ouzbèke. Tous sont maintenant retirés et entreposés à Tchirtchik.
- Pérou
  - Force aérienne du Pérou - Seul utilisateur latino-américain du Fitter, le Pérou utilisera intensivement le Su-22 tout au long de sa carrière au sein de la force aérienne. Ainsi, les pilotes péruviens pourront utiliser très vite cet appareil dans le cadre d'un contexte de conflit, lors de la guerre du Paquisha en 1981, puis lors de la guerre du Cenepa en 1995. C'est au cours de ce dernier conflit que le Pérou connaîtra la perte de deux appareils Su-22. Au total, le Pérou aura reçu 32 Su-22M2K, 16 Su-22M3, 4 Su-22UM2K et 3 Su-22UM3 entre 1977 et 1981.
- Tchécoslovaquie
  - Force aérienne tchécoslovaque - L'inventaire des Su-22 de la force aérienne tchécoslovaque (49 Su-22M4 et 8 Su-22UM3K en 1992) a été divisé entre la République tchèque et la Slovaquie en 1993.
- République tchèque
  - La force aérienne tchèque a hérité de 31 Su-22M4 et 5 Su-22UM3K tchécoslovaques. Tous ont été retirés en 2002.
- Slovaquie
  - La force aérienne slovaque a hérité de 18 Su-22M4 et 3 Su-22UM3K tchécoslovaques. En 1999 et 2001, un total de 10 Su-22M-4 et un Su-22UM-3K sont vendus à l'Angola. Les derniers aéronefs restants sont alors retirés du service. Certains appareils sont ainsi transférés dans des musées ou utilisés comme outil pédagogique dans des écoles de pilotage.

- Turkménistan
  - Force aérienne et défense aérienne du Turkménistan - Un certain nombre d’avions Su-17 ont été hérités par l’armée du Turkménistan après l’éclatement de l’Union soviétique, mais ils n’ont jamais été mis en service
- Ukraine
  - Force aérienne ukrainienne - Un total de 40 avions Su-17 ont été hérités de l'Union soviétique et la plupart d'entre eux sont maintenant retirés du service, mais quelques-uns sont stockés.
- Yémen du Nord
  - Force aérienne de la République arabe du Yémen - En novembre 1979, le président nord-yéménite Ali Abdallah Saleh a conclu un contrat d’armement avec l’URSS, dont 14 Su-22M.  14 Su-22 supplémentaires ont été commandés dans les années 1980. Quelques Su-22M3 ont également été livrés, quelques semaines seulement avant le début de la Guerre civile yéménite de 1994.
- Yémen du Sud
  - Force aérienne de la République démocratique populaire du Yémen - Les 12 premiers Su-22 ont été reçus vers 1976.  De plus, 40 Su-22M, Su-22M3 et Su-22UM3K ont été reçus entre 1982 et 1986.  Enfin, 12 à 14 Su-22M4K ont été livrés, probablement vers 1989.

## Variantes

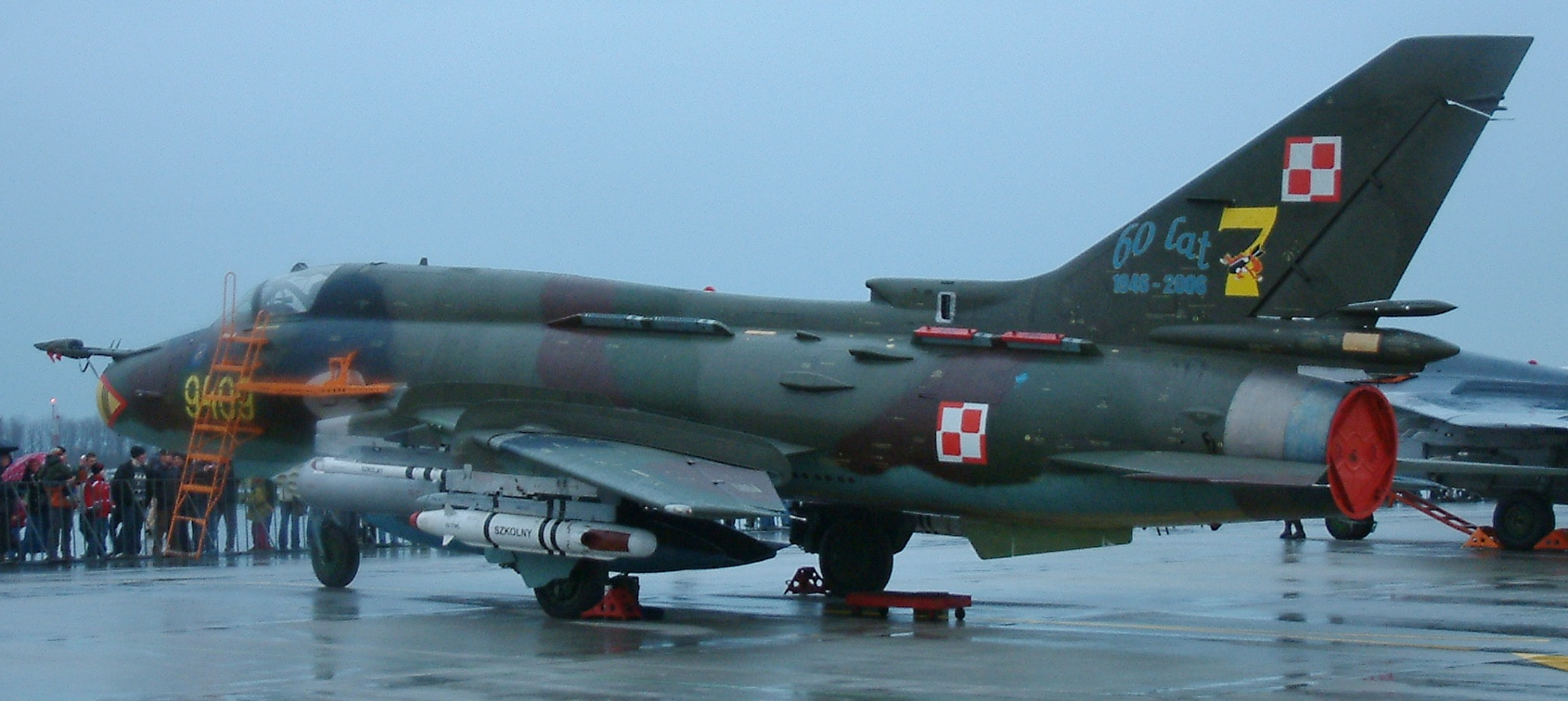
Un Su-22M4K polonais sur la base aérienne Krzesiny.

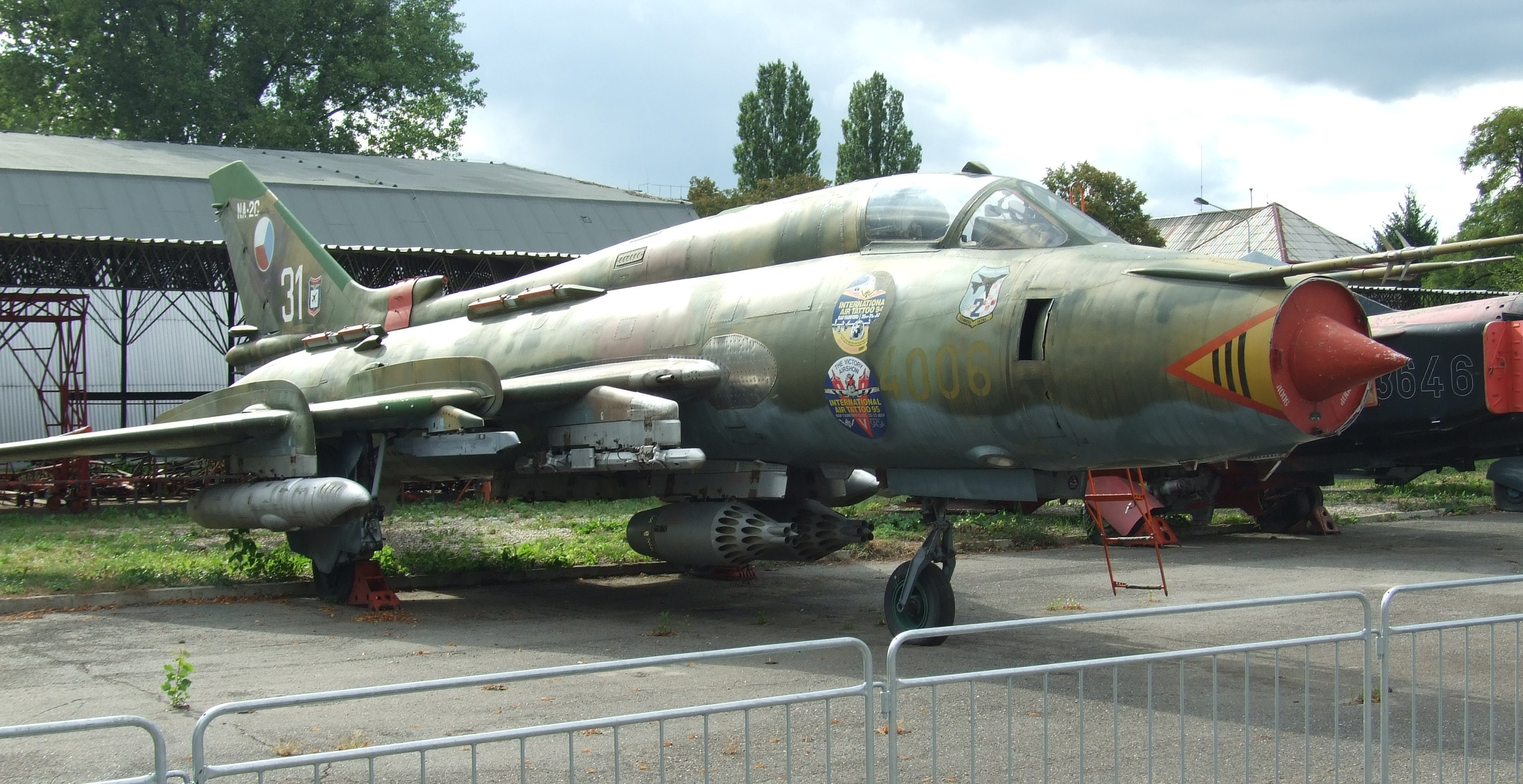
Un Su-22 tchécoslovaque

- Su-7IG - Su-7BMK converti à la géométrie variable pour tester le concept, désignation d'usine S-22I, désignation OTAN Fitter B.
- Su-17 - moteur Lyuka AL-7F-1, désignation d'usine S-32, désignation OTAN Fitter C, produit de 1969 à 1973.
- Su-17K - version d'exportation du Su-17, désignation OTAN Fitter C.
- Su-17M - moteur Lyuka AL-21F-3, désignation d'usine S-32M, désignation OTAN Fitter C, produit de 1972 à 1975.
- Su-17M2 - amélioration du Su-17M, équipement de navigation et d'attaque modernisé, désignation d'usine S-32M2, désignation OTAN Fitter D, produit de 1974 à 1979.
- Su-17M2D - dérivée avec moteur Toumanski R-29BS-300, désignation d'usine S-32M2D.
- Su-17UM - biplace dérivée du Su-17M2, produite de 1976 à 1978.
- Su-17M3 - champ de vision du pilote amélioré et nouvelle avionique, désignation OTAN Fitter H, produit de 1976 à 1981.
- Su-17UM3 - Su-17UM équipé de l'avionique du Su-17M3, désignation OTAN Fitter G, produit de 1978 à 1982.
- Su-17M4 - moteur Lyuka AL-31F-3, désignation d'usine S-54, désignation OTAN Fitter K, produit de 1983 à 1990.
- Su-20 - version d'exportation du Su-17M, désignation d'usine S-32MK.
- Su-22 - version d'exportation issue du Su-17M2D.
- Su-22U - version d'exportation issue du Su-17UM, moteur R-29BS-300.
- Su-22M - version d'exportation, moteur R-29BS-300 et avionique du Su-17M2.
- Su-22M3 - version d'exportation, moteur R-29BS-300 et avionique du Su-17M3, désignation OTAN Fitter J.
- Su-22UM3 - version d'exportation issue du Su-17UM3, moteur R-29BS-300.
- Su-22M4 - version d'exportation du Su-17M4.
- Su-22M5 - proposition d'une modernisation conjointe franco-russe, télémètre laser remplacé par un radar Phazotron/Thomson-CSF 'Phathom' et poste de pilotage modernisé avec commandes HOTAS.

### Développement lié
- Soukhoï Su-7

### Aéronefs comparables
- A-7 Corsair II
- IAR 93 (en)
- SEPECAT Jaguar
- Soko J-22 Orao
- Nanchang Q-5

### Ordre de désignation
Su-7 - Su-9/Su-11 - Su-15 - Su-17/Su-20/Su-22 - Su-24 - Su-25 - Su-27 et dérivés